# Sunclass Airlines
Sunclass Airlines ist eine dänische Charterfluggesellschaft mit Sitz in Dragør und Basis auf dem Flughafen Kopenhagen-Kastrup. Sie wurde im Oktober 2019 von einer Investorengruppe in Rechtsform einer Anpartsselskab (ApS) als Nachfolgerin der zuvor in Kopenhagen ansässigen Fluggesellschaft und Aktiengesellschaft Thomas Cook Airlines Scandinavia  A/S gegründet. Letztere wurde vollständig in die neue Gesellschaft überführt. Die Betriebsaufnahme unter dem Namen Sunclass Airlines erfolgte am 31. Oktober 2019 mit einem neuen Air Operator Certificate.
Die Wurzeln des Unternehmens liegen in der 1994 gegründeten Premiair, ab 2002 MyTravel Airways A/S. Aus dem Unternehmen entstand 2008 die Thomas Cook Airlines Scandinavia, die Ende Oktober 2019 in Sunclass Airlines aufging.

## Geschichte

### Premiair

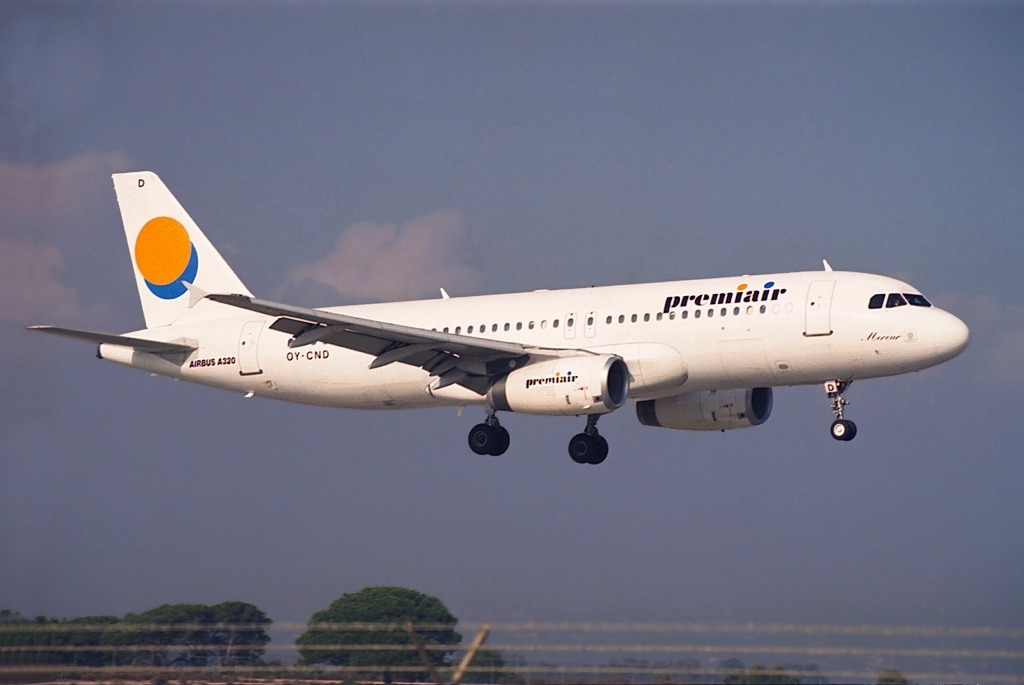
Airbus A320-200 der Premiair im Jahr 1994

Am 15. September 1993 gingen die dänische Simon Spies Holding (als Eigentümer der Fluggesellschaft Conair of Scandinavia) und die SAS Leisure Group (als Eigentümer der Fluggesellschaft Scanair) eine Kooperation ein, die zur Gründung der Charterfluggesellschaft Premiair führte. Anfänglich waren beide Unternehmen je zur Hälfte an Premiair beteiligt. Die Betriebsaufnahme erfolgte am 1. Januar 1994 mit zwei Flügen von Malmö und Oslo nach Las Palmas. Parallel dazu stellten Conair und Scanair den Flugbetrieb unter eigenen Namen ein und traten ihre Flugzeuge an die neue Gesellschaft ab. Premiair setzte anfänglich sechs Airbus A320, drei A300 und vier McDonnell Douglas DC-10 ein. Im ersten Geschäftsjahr beförderte das Unternehmen 1,2 Millionen Passagiere.
Bereits im Juli 1994 veräußerte SAS Scandinavian Airlines ihre von der SAS Leisure Group gehaltenen Unternehmensanteile an den britischen Touristikkonzern Airtours. Im Februar 1996 erwarb Airtours auch die Geschäftsanteile der Simon Spies Holding und übernahm die Premiair gänzlich. Die Fluggesellschaft blieb als eigenständiges Tochterunternehmen des britischen Konzerns bestehen und setzte ihren Betrieb bis ins Jahr 2002 unter dem bisherigen Markennamen fort.

### MyTravel Airways

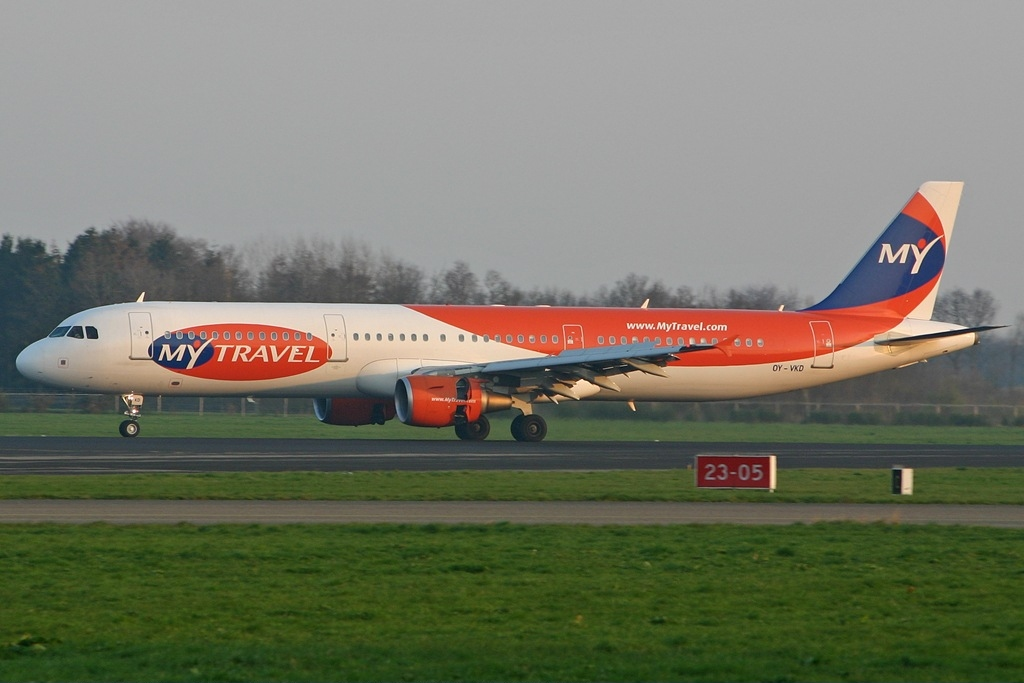
Airbus A321-200 der MyTravel Airways im Jahr 2007

Im Februar 2002 wurde der britische Touristikkonzern Airtours umstrukturiert und in MyTravel Group umbenannt. Die zwei Fluggesellschaften des Konzerns, die britische Airtours International und die dänische Premiair, traten danach ab Mai 2002 unter dem einheitlichen Markennamen MyTravel Airways auf, blieben aber rechtlich zwei eigenständige Unternehmen.

### Thomas Cook Airlines Scandinavia
Am 12. Februar 2007 kündigte die Karstadt Quelle AG den Zusammenschluss mit der britischen MyTravel Group an. Aus der Fusion der zwei Unternehmen entstand im Juni 2007 die Thomas Cook Group. Ihre dänische Tochtergesellschaft MyTravel Airways wurde am 30. März 2008 zur Thomas Cook Airlines Scandinavia umfirmiert.
Anfang Februar 2019 kündigte Thomas Cook an, die Holding Thomas Cook Group Airline inklusive der Thomas Cook Airlines Scandinavia zum Verkauf zu stellen; der Flugbetrieb lief danach normal weiter. In der Nacht vom 22. auf den 23. September 2019 meldete die britische Thomas Cook Group nach gescheiterten Verhandlungen zur Rekapitalisierung Insolvenz an. Infolgedessen musste auch der Flugbetrieb der Thomas Cook Airlines Scandinavia eingestellt werden. Am Abend des 23. September wurde bekannt, dass man sich mit Gläubigern und Banken einigen konnte, sodass der Flugbetrieb am 24. September wieder aufgenommen werden konnte.

### Sunclass Airlines
Am 30. Oktober 2019 wurde bekanntgegeben, dass eine Investorengruppe um den norwegischen Investor Petter Stordalen die Ving-Gruppe, zu der neben der Fluggesellschaft auch verschiedene Reiseveranstalter-Marken wie Globetrotter und Spies gehören, übernommen hat und alle Arbeitsplätze erhalten bleiben. Einen Tag später wurde Thomas Cook Airlines Scandinavia in Sunclass Airlines umbenannt.

## Basen
Sunclass Airlines unterhält 8 Basen, auf denen jeweils Mitarbeiter und Flugzeuge stationiert sind:
- Dänemark: Billund, Kopenhagen-Kastrup
- Finnland: Helsinki-Vantaa
- Norwegen: Oslo-Gardermoen
- Schweden: Göteborg, Malmö, Norrköping, Stockholm/Arlanda

## Flugziele
Sunclass Airlines fliegt von ihren Basen Ziele im Mittelmeerraum, auf den Kanaren, in Zentralamerika und Thailand an.
Zudem betrieb sie Ad-hoc-Charter zu Sportereignissen sowie Sonderflüge für Unternehmen und Vereinigungen.

## Flotte
Mit Stand April 2025 besteht die Flotte der Sunclass Airlines aus zwölf Flugzeugen mit einem Durchschnittsalter von 8,8 Jahren:
| Flugzeugtyp     | Anzahl | bestellt | Anmerkungen                               | Sitzplätze (Economy+/Economy)         | Durchschnittsalter |
| --------------- | ------ | -------- | ----------------------------------------- | ------------------------------------- | ------------------ |
| Airbus A321-200 | 07     |          | mit Sharklets ausgestattet; einer inaktiv | 212 (-/212)                           | 10,3 Jahre         |
| Airbus A321neo  | 02     | 1        |                                           | 218 (-/218)                           | 01,2 Jahre         |
| Airbus A330-300 | 01     | 0        |                                           | 388 (-/388) Winter 396 (-/396) Sommer | 24,7 Jahre         |
| Airbus A330-900 | 02     | 0        |                                           | 373 (-/373) Winter 385 (-/385) Sommer | 02,8 Jahre         |
| Gesamt          | 12     | 1        |                                           |                                       | 08,8 Jahre         |

### Ehemalige Flugzeugtypen
- Airbus A330-200

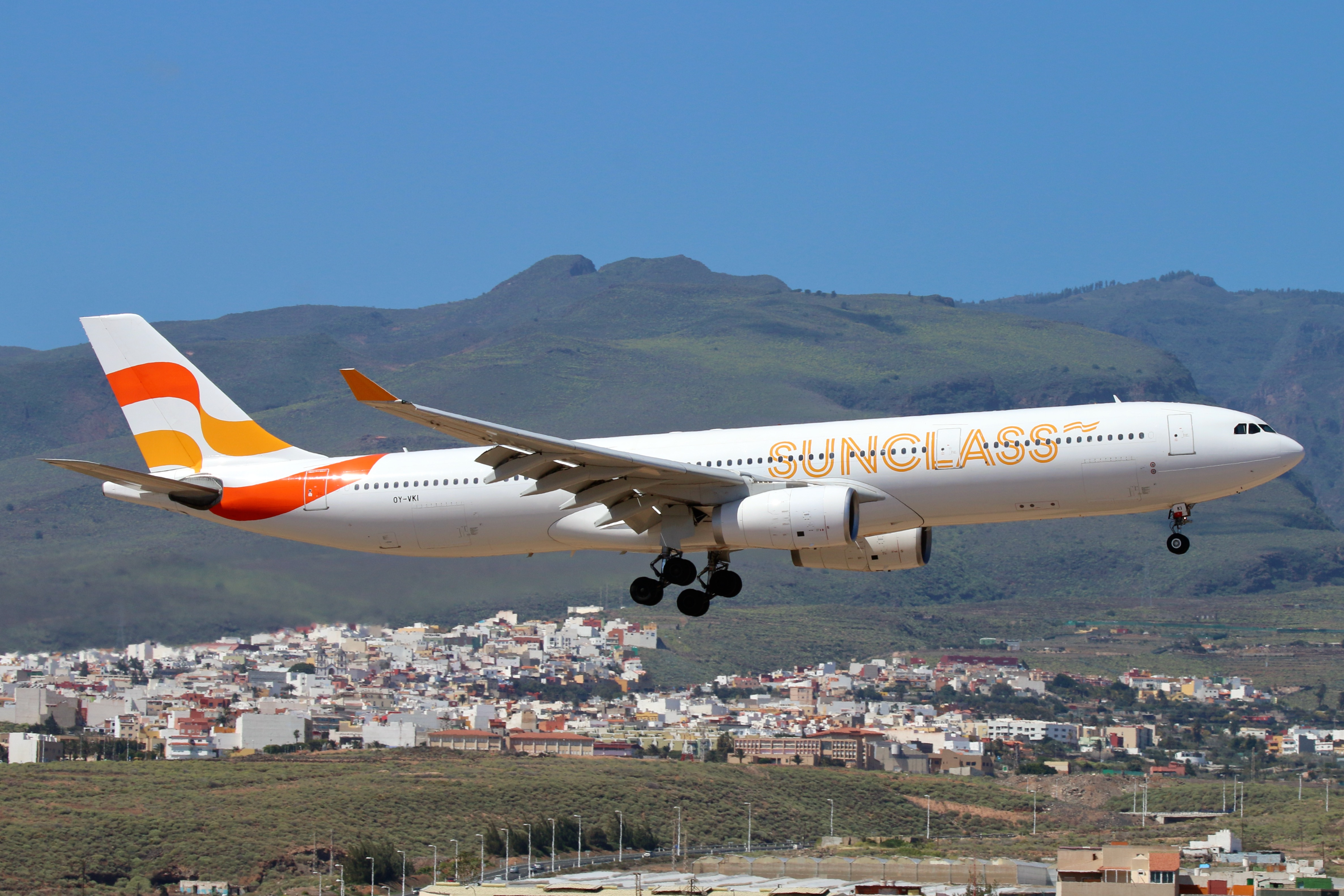
Airbus A330-300
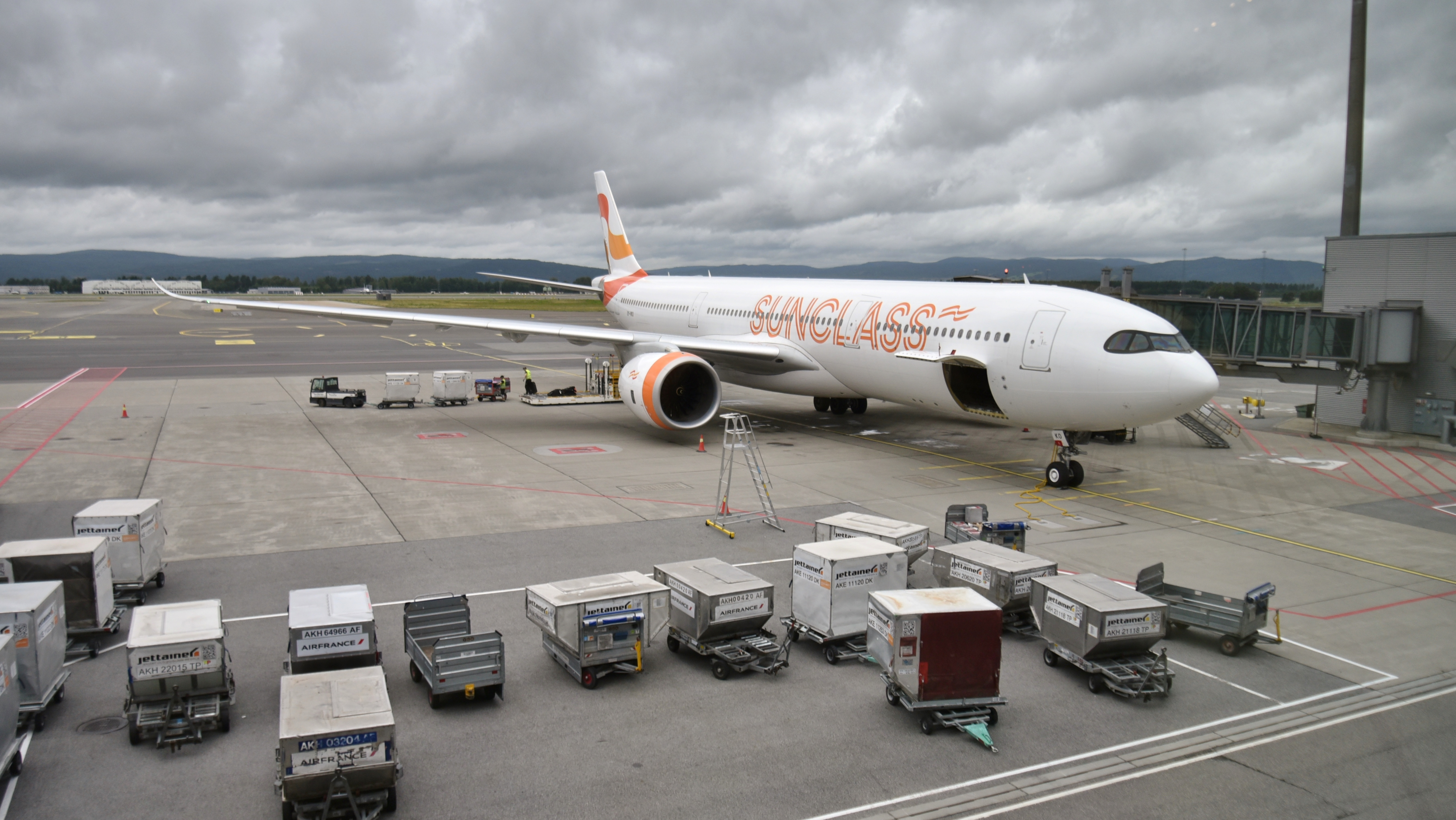
Airbus A330-900